# Miklós Meszéna
Miklós Meszéna, né le 14 décembre 1940 à Budapest et mort le 29 juillet 1995 dans cette même ville, est un escrimeur hongrois

## Palmarès

### Jeux olympiques d'été
- 1964, Tokyo
  - 5e au Sabre par équipe
- 1968, Mexico
  -  Médaille de bronze en sabre par équipe

### Autres compétitions
- Sabre de Wołodyjowski: vainqueur en 1964
- Escrime aux Universiades: vainqueur en 1965